# Ćukovac (Bojnik)
Ćukovac (Bojnik) (em cirílico: Ћуковац) é uma vila da Sérvia localizada no município de Bojnik, pertencente ao distrito de Jablanica, na região de Pusta Reka. A sua população era de 73 habitantes segundo o censo de 2002.

## Demografia
| 1948 | 1953 | 1961 | 1971 | 1981 | 1991 | 2002 | 2011 |
| ---- | ---- | ---- | ---- | ---- | ---- | ---- | ---- |
| 404  | 386  | 317  | 218  | 194  | 127  | 122  | 73   |